# Església de Crist (Riga)
L'Església de Bolderāja (en letó:  Kristus Evaņģēliski luteriskā baznīca) és una església luterana a la ciutat de Riga, capital de Letònia, està situada al carrer Mēness, 1. És una església parroquial de l'Església Evangèlica Luterana de Letònia